# Johann Heinrich Keller (1627-1708)
Pour les articles homonymes, voir Johann Heinrich Keller et Keller.
Johann Heinrich Keller, baptisé le 4 mars 1627 à Bâle, et mort le 4 novembre 1708 à Bâle, est un ébéniste.

## Biographie
Johann Heinrich Keller, baptisé le 4 mars 1627 à Bâle, est le fils de Melchior et de Christina Mohrhauser. Il suit un apprentissage d'ébéniste à Bâle.
Il se marie en 1658 avec Ursula Ryff.
Il meurt le 4 novembre 1708 à Bâle.